# Divali
Divali, også kendt som deepavali (Sanskrit: दीपावली, Tamilsk: தீபாவளி, Telugu:దీపావళి, Kannada:ದೀಪಾವಳಿ, Bengali: দীপাবলি), er en stor hinduistisk lysfest, ( der også fejres blandt sikher og jain samt i Nepal, endvidere af buddhister, specielt blandt newar-folket). Festen afholdes til minde om guden Ramas (den 7. inkarnation af Vishnu) besejring af dæmonen Ravanan efter at Rama havde været i eksil i 14 år (omtalt i eposset Ramayana).
Divali fejrer også den hinduistiske gudinde for velstand, rigdom og skønhed: Lakshmi.
Divali afholdes først og fremmest i Sydasien, men gradvis har den spredt sig med de berørte befolkningsgrupper, som afholder festen uanset opholdssted. Læs mere om historierne i den engelske wiki-version om Diwali.
Festlighederne omkring Divali kendes også som "Lysets fest" og skal symbolisere det godes sejr over det onde, og lyset er til for at fejre dette og give et håb for menneskeheden. Visse steder i Indien, Sri Lanka og nærliggende lande fejres det også med fyrværkeri.
Kan sammenlignes med en blanding af nytår og jul.
Divali afholdes i 2008 den 28. oktober, og i 2009 afholdes festen den 17. oktober.